# Lepe
Lepe és un municipi de la província de Huelva. La localitat està situada a l'oest de la província, a 41 km de la capital provincial i a 20 de la frontera portuguesa. Limita al nord amb Sanlúcar de Guadiana, al nord-oest amb San Silvestre de Guzmán i Ayamonte, al nord-est amb Cartaya, a l'oest amb Villablanca, al sud-oest amb Isla Cristina i al sud-est amb Punta Umbría.

## Demografia
| 18.565 | 18.995 | 19.086 | 19.676 | 20.173 | 21.223 | 21.952 | 22.709 | 23.781 | 23.607 |

Evolució demogràfica de Lepe, els dos últims segles:
| Població | 3.794 | 4.870  | 4.947  | 5.125  | 6.525  | 7.716  | 8.026  | 8.569  |
|          | 1950  | 1960   | 1970   | 1981   | 1991   | 2001   | 2006   | 2007   |
| Població | 9.240 | 10.038 | 11.826 | 13.669 | 16.562 | 19.676 | 23.781 | 23.607 |

## Clima
| Temp. màxima (°C)   | 17  | 17,9 | 20,9 | 22 | 26,2 | 29,8 | 32   | 33   | 29,5 | 25   | 20,9 | 18   | 24,3 |
| Temp. mínima (°C)   | 6,9 | 7,9  | 8,5  | 11 | 15,2 | 17,9 | 20,5 | 22,2 | 20   | 15,9 | 13,8 | 10,2 | 14,1 |
| Precipitacions (mm) | 62  | 43   | 72   | 40 | 28   | 8    | 2    | 4    | 20   | 52   | 62   | 63   | 462  |